# 練馬区立石神井東中学校
練馬区立石神井東中学校（ねりまくりつ しゃくじいひがしちゅうがっこう）は、東京都練馬区にある区立中学校。2019年(令和元年)5月時点の生徒数は14学級516名。 

## 沿革
学校教育法の施行にともなって練馬区で開設された中学校13校の1つ。
- 1947年（昭和22年）
  - 5月1日 - 板橋区立石神井東中学校として、板橋区立石神井東小学校（現・順天堂大学医学部附属練馬病院）内に開設。
  - 7月1日 - 校章制定
  - 8月1日 - 分区により練馬区が独立。練馬区立石神井東中学校となる。
- 1948年（昭和23年）
  - 10月5日 - 校舎移転（元・富士見台病院、現・石神井東小学校）
- 1955年（昭和30年）4月1日 - 校章改定[3]。
- 1956年（昭和31年）4月1日 - 石神井東小学校と校地交換[3]。
- 1957年（昭和32年）11月1日 - 校旗制定[3]。
- 1958年（昭和33年）3月1日 - 校歌（作詞・草野心平、作曲・渡辺浦人）制定。
- 1961年（昭和36年）
  - 4月1日 - 石神井南中学校開設により学区分割[3]。
  - 7月18日 - 体育館、図書館竣工[3]。
- 1969年（昭和44年）7月10日 - プール完工[3]。
- 1972年（昭和47年）4月1日 - 八坂中学校開設により学区分割[3]。
- 1975年（昭和50年）3月29日 - 隣接の石神井球場を第2運動場とする[3]。
- 1977年（昭和52年）4月1日 - 谷原中学校開設により学区分割[3]。
- 1978年（昭和53年）9月1日 - 第2運動場に校舎を新築し移転（現在地）。
- 2017年（平成29年）12月4日 - 新体育館・プールの落成。

## 通学区域
北は目白通り、東は四商通り、南は西武池袋線と石神井川を境界とし、石神井公園駅をほぼ西端としている。
- 富士見台三丁目
- 富士見台四丁目
- 高野台一丁目
- 高野台二丁目
- 高野台三丁目
- 高野台四丁目
- 高野台五丁目
- 石神井町一丁目
- 石神井町二丁目（1-14）
- 石神井町三丁目（3-9、18-25）
- 石神井町四丁目（1-2）

## 進学前小学校
区立中学校選択制度があり区内の遠方から通学している生徒もいるが、学区指定による小学校は以下の通り。※印は小中一貫教育グループの構成校。
- 石神井東小学校(※)
- 富士見台小学校(※)
- 谷原小学校
- 光和小学校
- 南田中小学校

## 学区内の主な施設
- 練馬高野台駅
- 練馬区立生涯学習センター分館
- 順天堂大学医学部附属練馬病院
- 石神井公園駅

## 交通
- 西武池袋線練馬高野台駅から徒歩3分

## 著名な出身者
- 大竹伸朗（現代美術家）
- 菊地幸夫（弁護士）
- 小川諒也（プロサッカー選手）
- 假屋崎省吾（フラワーアーティスト）[6]
- 瀬戸健一郎（政治家）
- 佐藤可士和（クリエイティブディレクター）